# Derrylin
Derrylin är en ort i Storbritannien.   Den ligger i riksdelen Nordirland, i den västra delen av landet, 600 km nordväst om huvudstaden London. Derrylin ligger 63 meter över havet och antalet invånare är 423.
Terrängen runt Derrylin är platt åt nordost, men åt sydväst är den kuperad. Runt Derrylin är det ganska glesbefolkat, med 25 invånare per kvadratkilometer. Närmaste större samhälle är Enniskillen, 18,7 km norr om Derrylin. Trakten runt Derrylin består i huvudsak av gräsmarker.